# Pérolles (ville de Fribourg)
Le boulevard de Pérolles est un quartier de la ville de Fribourg, en Suisse. Il est situé sur la rive droite de la Sarine, à l'est de la vieille ville. Au milieu du XIXe siècle, le quartier de Pérolles était principalement constitué de fermes et de terres agricoles. Cependant, avec l'arrivée du chemin de fer en 1862, la ville de Fribourg s'est développée rapidement, entraînant une expansion progressive du quartier de Pérolles le long des principales voies de communication.

## Toponymie
Le nom « Pérolles » serait dérivé du mot latin « pariolus », un diminutif de « parium » signifiant « chaudron »,.

## Histoire
Au milieu du XIXe siècle, le quartier de Pérolles était principalement constitué de fermes et de terres agricoles. Cependant, avec l'arrivée du chemin de fer en 1862, la ville de Fribourg s'est développée rapidement, entraînant une expansion progressive du quartier de Pérolles le long des principales voies de communication.
Le barrage de la Maigrauge, construit par l'ingénieur Guillaume Henri Ritter sur la Sarine en 1869, permet d'apporter de la force motrice par câbles (il n'y a pas encore d'électricité) jusqu'au plateau de Pérolles, qui appartient à la commune de Villars-sur-Glâne. De nombreuses industries s'y installent,.
Le quartier est encore entrecoupé par deux vallons aux allures de canyons, celui des Pilettes et celui de Pérolles, dont les ruisseaux se jettent dans la Sarine en contrebas, comme le montrent des gravures de l'époque,,. Pour construire le boulevard de Pérolles, le seul de la ville, aux bâtiments haussmanniens, les deux ravins sont comblés. Ce sont les dernières étapes des gros travaux de remblaiement ayant eu lieu dans toute la ville de Fribourg. La première idée, des ponts métalliques surplombant jusqu'à 40 mètres de vide, est abandonnée pour des raisons économiques et pratiques.
Le remblais des Pilettes remonte à 1897-1900, tandis que celui de Pérolles n'est terminé qu'au milieu du XXe siècle et est utilisé jusqu'en 1952 comme une décharge orficielle de la ville pour les ordures ménagères (aujourd'hui le Parc de Pérolles, dit Domino). Le premier matériau utilisé provient de la colline située entre les deux vallons, rasée.
De nos jours, les deux anciens ravins sont visibles de part et d'autre du petit quartier situé autour de la clinique générale Ste-Anne (Rue Hans-Geiler 6), puisqu'ils atteignent le Boulevard, offrant ainsi de belles vues sur la Basse ville, entre les arbres.
Dans les années 1950-1960, le quartier vit un boom industriel et de nombreuses entreprises s'y installent et s'étendent. Par la suite, elles abandonnent petit à petit les lieux et de nombreuses usines sont détruites ou réhabilitées, comme eikon qui loge dans une ancienne fabrique de pâtes, La Timbale. Les friches permettent la construction de bâtiments administratifs et publics, comme le nouveau quartier universitaire, ainsi que des lotissements.
Au cours des décennies suivantes, le quartier de Pérolles a continué à se développer, Il est considéré comme un quartier jeune et vivant, avec une vie nocturne active, notamment grâce à la création de Fri-Son en 1983. Enfin, il abrite également la réserve naturelle et le lac de Pérolles depuis la construction du barrage de la Maigrauge, ainsi que le Jardin botanique de l'Université.
Aujourd'hui, le quartier de Pérolles compte une population étudiante importante, de nombreux centres de recherche, des entreprises innovantes, des restaurants, des bars, des boutiques et des événements culturels tout au long de l'année.

## Éducation
Le quartier de Pérolles est un centre d'éducation et de formation important dans la région.

## Fête
La Fête de Pérolles, également appelée Grand marché de Pérolles, est organisée chaque année à la fin du printemps par l'ACAIP, l'association des commerçants, artisans et industriels de Pérolles à Fribourg. Cette fête est l'occasion pour les habitants du quartier de se rassembler et de célébrer leur communauté, mais elle est également un événement important pour les commerçants, artisans et industriels de la zone, qui peuvent ainsi promouvoir leurs produits et services auprès de la population locale. La fête de quartier de Pérolles est donc un événement qui renforce la cohésion sociale et économique de la zone,.

## Transports

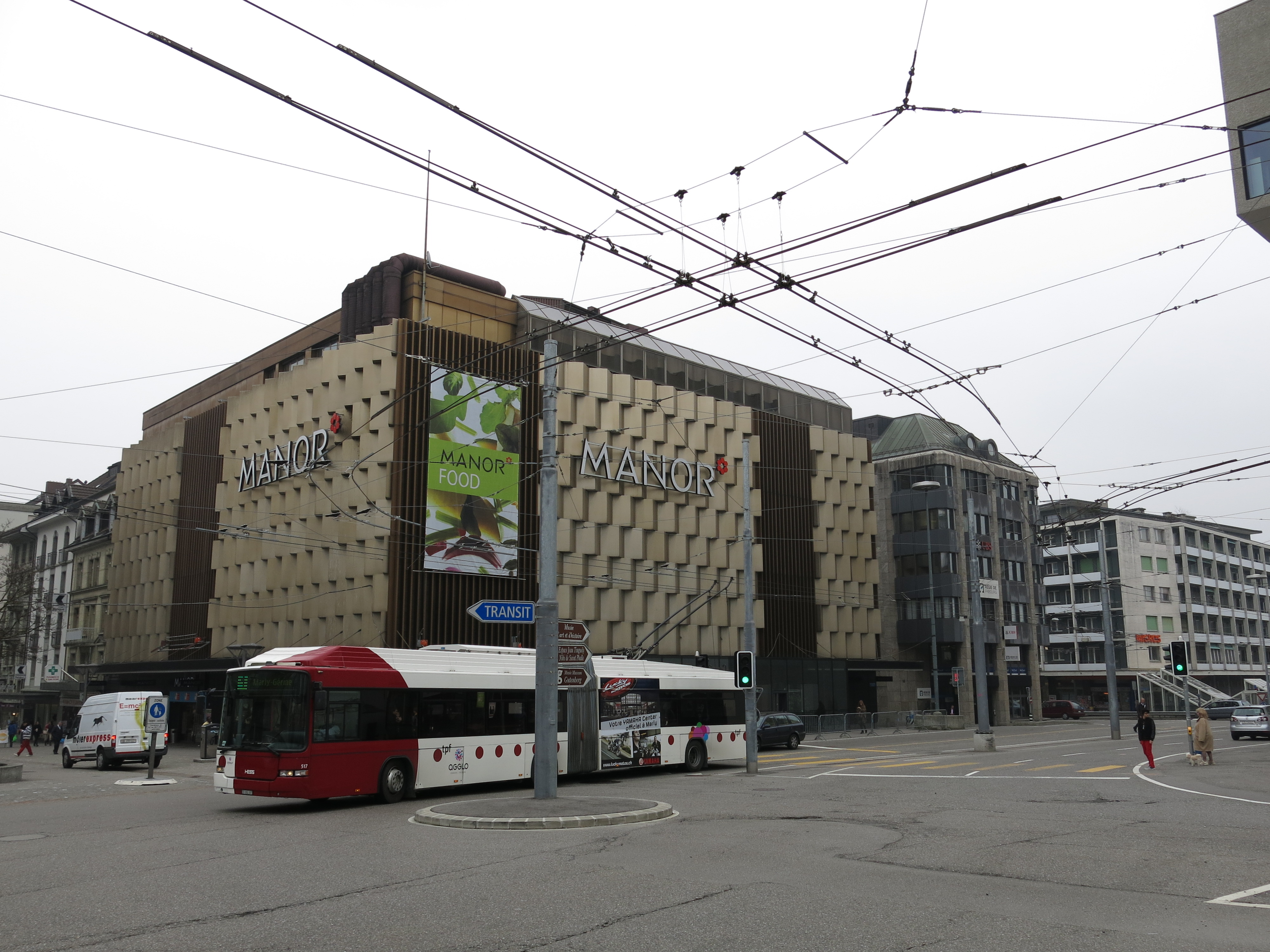
Un bus de TPF à Fribourg.

Le réseau de bus TPF (Transports publics fribourgeois) dessert le quartier de Pérolles avec plusieurs lignes de bus qui relient le quartier à la vieille ville de Fribourg, à la gare de Fribourg, ainsi qu'à d'autres quartiers de la ville et des villages environnants.